# Amor sincero
Amor Sincero es una telenovela colombiana producida por Vista Producciones para RCN Televisión, que narra la historia de la cantante y actriz colombiana Marbelle.
Está protagonizada por la misma Marbelle y por los reconocidos actores Marcela Benjumea y Carlos Manuel Vesga. Cuenta además con las presentaciones especiales de Rafaella Chávez, hija de Marbelle y de la joven actriz Laura Rodríguez y por último, con participaciones antagónicas de Rodolfo Silva, Indhira Serrano y Yuri Vargas.
La banda sonora oficial de la telenovela se convirtió el sexto álbum de Marbelle, titulado Amor Sincero 2, el cual contiene el tema principal de la producción, Amor Sincero, en colaboración de Dragón y Caballero. Entre los éxitos de este álbum se pueden mencionar sencillos como Besos usados, Ya te olvidé y Sola con Mi soledad.

## Sinopsis
Era el año 1974, en Balboa, Risaralda, Lizeth "Yamile" Caicedo (Marcela Benjumea) es una mujer sometida a las agresiones físicas de su esposo, Joaquín (Julio Correal). Un día, cansada, decide abandonar a su marido y huir con sus cuatro hijos (Freddy, Alex, Marlon y Nancy) al pueblo de Alcalá, llegando a la casa en donde viven Rosa (Ana María Arango), su madre, y sus hermanos Francisco y Álvaro. Joaquín, al enterarse de que Yamile lo ha abandonado, decide ir a buscarla a casa de su suegra, así que a Yamile no le queda más remedio que escapar hacia Buenaventura, Valle Del Cauca, para evitar volver a ser maltratada por su esposo Joaquín, dejando a sus cuatro hijos a cargo de su mamá. En esa misma ciudad, Yamile conoce a Samuel Medina (Carlos Manuel Vesga), un oficial de policía, oriundo de Borbur, Boyacá, con quien después se va a vivir y 6 años después, a inicios de 1980, nace su quinta hija llamada Maureen  
(Rafaella Chávez). 5 años después, año 1985, en Cali, Yamile descubre que Maureen, su pequeña hija tiene un gran talento para cantar, así que hará todo lo que sea posible para que la niña se convierta en una verdadera estrella.
Poco tiempo después, Yamile decide viajar a Alcalá para saber cómo se encuentran sus cuatro hijos, pero al ver el estado en el que están viviendo (Debido a que la plata que les mandaba, se la gastaba su hermano Francisco en alcohol, volviéndolo un vicioso) y también al darse cuenta de que su madre Rosa y este último los maltrataban, se los lleva a vivir con ella en Cali. Al principio, sus hermanos mayores Nancy (Karol Parra) y Marlon (Julián Camilo Vargas) no querían a su hermana Maureen porque decían que era la preferida; en cambio Alex (Martín Escobar) y Freddy (Javier Botero) la adoraban demasiado. Cuando a Samuel le llega una orden de traslado a Santa Marta, Magdalena, la familia decide irse con él. Allí, Maureen conoce a su primer interés amoroso, "Caliche" (Jesús David Forero), un niño carismático, divertido y que la quería mucho. Finalmente, 1 año después, Yamile decide regresar con sus cinco hijos y Samuel a Cali, en donde Samuel le confiesa a Yamile que está esperando una hija con su amante, Patricia (Indhira Serrano), una mujer interesada, manipuladora, frívola y sin escrúpulos. Al darse cuenta de que su esposo le fue infiel, Yamile no permite que Samuel vea a Maureen. Aunque poco tiempo después, Yamile lo perdona y contraen matrimonio.
Pasan 7 años, y en 1996 es cuando la carrera de Maureen (Laura Rodríguez) empieza a despegar de verdad. Por esa razón, ella viaja junto con sus padres y su hermana Nancy a Bogotá, para buscar nuevas oportunidades en el campo musical, mientras Marlon (Jhon Mirque) no va con ellos por allá, pues decide quedarse en Cali para trabajar y estudiar, además de que Freddy y Alex se fueron tiempo atrás a Santa Marta a quedarse a trabajar por allá. Maureen inicia su etapa de rebeldía y empieza a darse a conocer bajo el pseudónimo de "Marbelle". Su hermana, Nancy (Yuri Vargas), a raíz de las discusiones y reproches que le hizo a Yamile por maltratarla, encerrarla y a prohibirle salir con hombres, decide irse de la casa y empieza a vivir con Manuel (Giancarlo Mendoza), una persona noble, buena y humilde que la valoraba y la estimaba demasiado, al cual conoció semanas antes cuando Alex (Juan Sebastian Calero) y este último viajaron a Bogotá desde Santa Marta para poder buscar oportunidades de trabajo (Con Alex dejando solo a Freddy (Mauricio Bastidas) a cargo del negocio que tenían en Santa Marta y con Manuel que vino por un traslado de una sucursal de la veterinaria en donde trabaja). Maureen conoce a su segundo interés amoroso Simón Martín (Christian De Dios), el guitarrista de la banda "Puente Peatonal", con quien ella vivió momentos muy felices. Es aquí cuando lanza su sencillo debut "Collar de Perlas", que alcanza un enorme éxito.
5 años después, Maureen "Marbelle" (Marbelle) ya es una persona adulta y se convierte en una cantante reconocida en Colombia. Luego de mucho tiempo, en 2001, Marbelle se casa con el coronel y jefe de seguridad presidencial Boris Corrales (Rodolfo Silva), a quien conoce en un concierto del fallido proceso de paz con las FARC en 1999, para después de un tiempo, prohíbirle cantar y exigirle dedicarse totalmente a su familia, golpeándola y rebajándola a su antojo, además de abusar del vicio del alcohol. 9 meses después, a inicios del año 2002 nace su hija Rafaella. Al poco tiempo, Yamile decide hacerse una liposucción, pero, lamentablemente, esa misma noche al salir del quirófano, muere debido a un ataque cardio respiratorio. Varias semanas después, luego del funeral de Yamile y su posterior entierro,  Boris queda en la ruina porque se dan a conocer sus malos pasos, incluyendo la corrupción y enriquecimiento ilícito de este último, el Presidente de la República le pide la renuncia, le embargan todos sus bienes, quedando sin nada y al final es sentenciado a cumplir una pena de 20 años en la cárcel por dichos delitos que el cometió.
Al final, y luego de 3 años, en 2005, y después de divorciarse del infame y maltratador Boris Corrales, Marbelle termina como madre soltera y conoce su cuarto interés amoroso y más tarde novio, Esteban (Mijail Mulkay), viviendo muy feliz con él, junto a sus hijas Anita y Rafaella (Rafaella Chávez).

## Elenco
- Marbelle - Maureen Belkie Medina Caicedo "Marbelle" (Adulta/Ella Misma)
- Laura Rodríguez - Maureen Belkie Medina Caicedo "Marbelle" (Joven)
- Rafaella Chávez - Maureen Belkie Medina Caicedo (Niña) / Ella misma
- Marcela Benjumea - Lizeth "Yamile" Caicedo Suárez de Medina
- Carlos Manuel Vesga - Samuel Medina Uribe
- Rodolfo Silva - Coronel Boris Corrales
- Yuri Vargas - Nancy Restrepo Caicedo
- Karol Parra - Nancy Restrepo Caicedo (Niña)
- Jacqueline Arenal - Ana Maria Mejía
- Mauricio Bastidas - Freddy Restrepo Caicedo
- Javier Botero - Freddy Restrepo Caicedo (Joven)
- Juan Sebastián Calero - Alexander "Alex" Restrepo Caicedo
- Martín Escobar - Alexander "Alex" Restrepo Caicedo (Joven)
- Jhon Mirque - Marlon Restrepo Caicedo
- Julián Camilo Vargas - Marlon Restrepo Caicedo (Niño)
- Mijail Mulkay - Esteban
- Carlos Fernández - Peter Pinilla
- Juan Alejandro Gaviria - Pablo Calero
- Matilde Lemaitre - Sandra Abril Rodríguez
- Indhira Serrano - Patricia López Carabalí
- Marcelo Cezán - Don Bruno Del Romero
- Álvaro Rodríguez - Gustavo "Payaso Gustavini"
- Ana María Estupiñán - Omaira Giraldo
- Diego Vélez - Don Adolfo
- Ximena Erazo - Margarita
- Christian de Dios - Simón
- Ana María Arango - Rosa Suárez
- María Cristina Gálvez - Carmen Uribe  Vda. De Medina
- Majida Issa - Mercedes "Meche" De Giraldo
- Julio Correal - Joaquín Restrepo
- Jesús David Forero - Carlos "Caliche" Giraldo
- Mary Herrera Ortiz - Luz Mery de Corrales
- Alejandro Aguilar - Julián
- Javier Francisco Restrepo - Darío
- Jimena Duran - Gloria Medina Uribe

- Fabio Velasco - Teniente Daniel Cubillos
- Luis Enrique Roldan - Mario Abril
- Paola Diaz - Alma Rodriguez De Abril
- Carlos Mariño - Robert Giraldo
- Juliana Betancourth - Vecina de Marbelle
- Julio Cesar Pachon - Primo de Boris Corrales
- Jacques Toukhnmanian - Beto
- Toto Vega - Comandante de las FARC
- Jean Carlos Posada - Hugo Medina Uribe
- Giancarlo Mendoza - Manuel
- Juliana Caballero - Pilar "Pily" Robledo - Corista de Marbelle
- Jennifer Lemus - Viviana
- Juan Carlos Messier - Silvio Andrade
- Julio Sánchez Coccaro - Aldo Lizarazo

## Premios y nominaciones

### Premios India Catalina
| Año  | Categoría                                      | Nominado            | Resultado |
| ---- | ---------------------------------------------- | ------------------- | --------- |
| 2011 | Mejor telenovela                               | Mejor telenovela    | Ganadora  |
| 2011 | Mejor director de telenovela                   | Rodrigo Triana      | Nominado  |
| 2011 | Mejor libreto original de telenovela           | Fabiola Carrillo    | Ganadora  |
| 2011 | Mejor actriz protagónica de telenovela         | Marcela Benjumea    | Ganadora  |
| 2011 | Mejor actor protagónico de telenovela          | Carlos Manuel Vesga | Ganador   |
| 2011 | Mejor actriz antagónica de telenovela          | Yuri Vargas         | Ganadora  |
| 2011 | Mejor actor antagónico de telenovela           | Rodolfo Silva       | Nominado  |
| 2011 | Mejor actor de reparto de telenovela           | Javier Botero       | Nominado  |
| 2011 | Mejor revelación del año de telenovela o serie | Rafaella Chávez     | Ganadora  |

### Premios TVyNovelas
| Año  | Categoría                           | Nominado            | Resultado |
| ---- | ----------------------------------- | ------------------- | --------- |
| 2011 | Serie favorita                      | Serie favorita      | Nominada  |
| 2011 | Villana favorita de serie           | Indhira Serrano     | Nominada  |
| 2011 | Actriz de reparto favorira de serie | Marcela Benjumea    | Ganadora  |
| 2011 | Actriz de reparto favorira de serie | Yuri Vargas         | Nominada  |
| 2011 | Actor de reparto favorito de serie  | Carlos Manuel Vesga | Nominado  |
| 2011 | Actor de reparto favorito de serie  | Mijail Mulkay       | Nominado  |